# 砂間一良
砂間 一良（すなま いちろう、1903年2月8日 - 1992年12月12日）は、日本のジャーナリスト、政治家。元日本共産党衆議院議員。民医連運動発祥の地とされる、大崎無産者診療所で看護師を務めていた、社会運動家の秋子は配偶者。

## 来歴

### 戦前
静岡県田方郡土肥村（土肥町を経て現在は伊豆市）出身。錦城中学校、第一高等学校を経て、1928年東京帝国大学経済学部を卒業。一高在学中の1923年9月1日に発生した関東大震災では、新人会のメンバーと「一高震災防護団」を立ち上げ、被災者救援活動を行った。また、帝大入学後は新人会へ加入、1927年には無産者新聞へ無給社員として入る。翌年の三・一五事件以後責任者に就くと共に、日本共産党へ入党する。1929年四・一六事件で検挙、懲役12年の刑に処せられ、1943年に刑期満了で出所。獄中では非転向を貫いた。

### 戦後
1945年11月15日創刊の民衆新聞で主筆として健筆を奮うも、翌年3月退社。1949年に行われた総選挙で旧静岡1区に出馬し初当選を果たしたが、1951年9月、連合国軍最高司令官総司令部(GHQ)の命で公職追放（レッドパージ）の対象者となり、議席を剥奪。
1958年には日本共産党第7回大会で中央委員に就き、1970年に開催された第11回党大会で幹部会委員に選任された。この間、文化大革命最中の北京に1965年より党代表として駐在していたが、中国共産党との対立激化により1967年8月には北京首都空港で紅衛兵や劇団はぐるま座団員らより集団暴行を受け、追放処分となる（北京空港事件）。
1992年12月12日、肺炎のため埼玉県三郷市の病院で死去。89歳。青山霊園の無名戦士墓に合葬されている。

## 主著
- 『愛情は鉄窓をこえて:獄中十四年の手紙』（1982年1月、光和堂）